# Den toten Helden des Weltkrieges auf Leipzigs Friedhöfen
Auf dem Südfriedhof Leipzig gibt es ein Kriegerdenkmal für die Gefallenen des Ersten Weltkrieges mit einer Widmung auf dem Gedenkstein mit Eisernem Kreuz, dessen Umschrift lautet: Den toten Helden des Weltkrieges auf Leipzigs Friedhöfen.

## Beschreibung
Die Widmung ist vergleichsweise allgemein gehalten. Auf den Bodenplatten, wo sich auch Namen Gefallener befinden, ist die Inschrift: Die Toten des Ersten Weltkrieges mahnen. Ein anderer gibt die Jahreszahlen 1914 1918 an. Dieses ist nicht der ursprüngliche Aufstellungsort der Anlage aus mittlerweile stark verwitterten Kissensteinen. Diese betreffen insgesamt 850 gefallene oder an den Kriegsfolgen verstorbene deutsche Soldaten des Ersten Weltkrieges. Ursprünglich waren die Platten aus Rochsburger Porphyr in der XV. Abteilung des Südfriedhof beigesetzt, die deshalb den Namen Kriegerhain erhielt. Sie wurde im Zuge der Vorbereitungen zur Anlage des sozialistischen Ehrenhains jedoch in die XX. Abteilung umgesetzt. Ein zusammenhängendes Gräberfeld für diese Personengruppe gibt es seitdem nicht mehr. Beabsichtigt war, diese an ihren Ursprungsort zurückkehren zu lassen.
Der eiserne Rahmen, in dem die Hartgussglocke ohne Schwengel installiert ist, ist gestaltet wie ein Spitzbogen, bzw. ein stilisiertes Alpha, das ein Omega einschließt. Die Glocke stammt aus dem Jahr 1909 und wurde von der Gießerei Franz Schilling in Apolda hergestellt.
Auf der Glocke ist das Leipziger Stadtwappen zu sehen. Die Aufschrift auf der anderen Seite lautet: FRANZ SCHILLING IN APOLDA GOSS MICH 1909.
Das unter Städtisches Bestattungswesen Leipzig firmierende Bestattungsinstitut führt ein gleiches stilisiertes Alpha und Omega, ein altes christliches Symbol für den Anfang und das Ende, als Firmen-Logo.

Denkmal für die Gefallenen des Ersten Weltkriegs auf dem Südfriedhof Leipzig
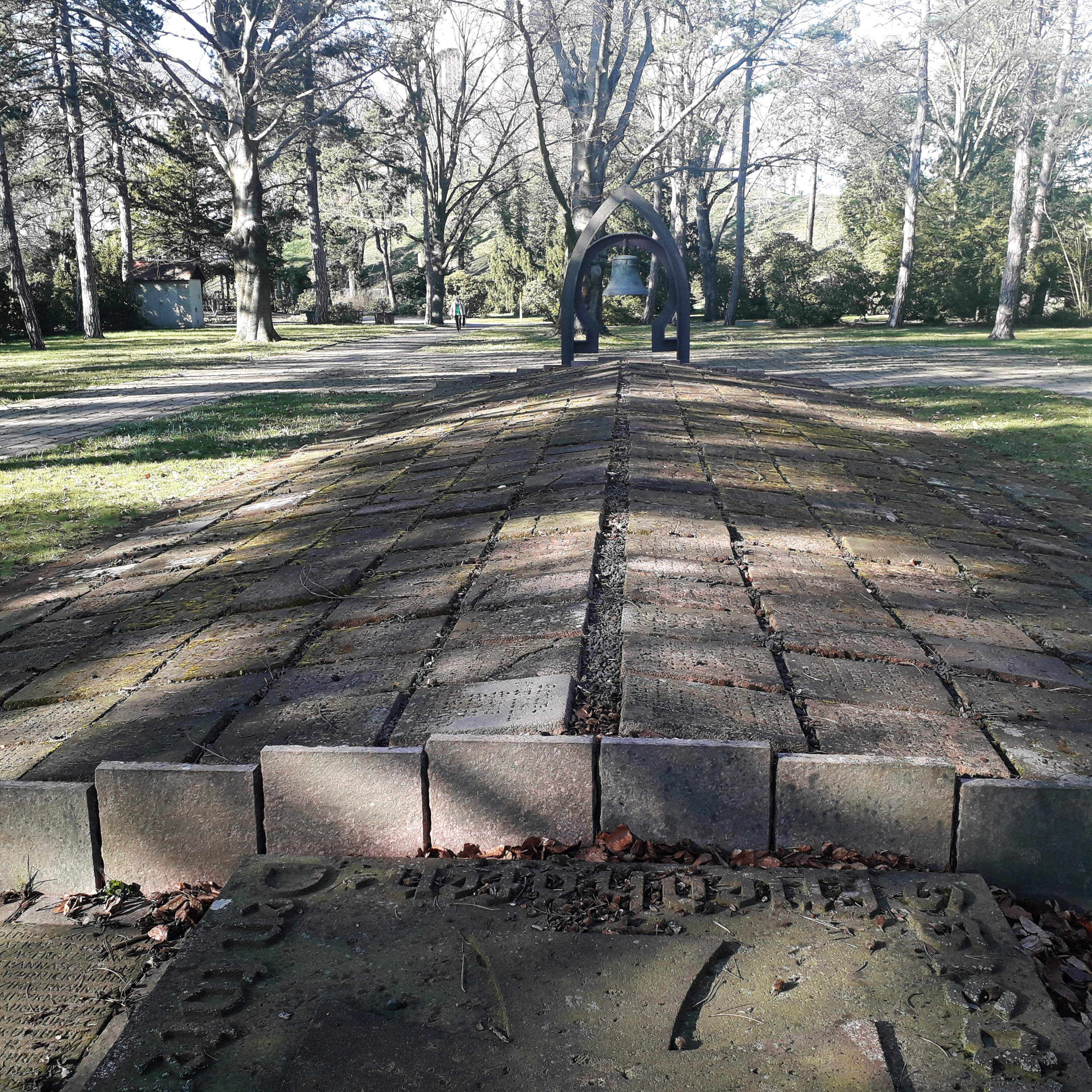
Gesamtansicht
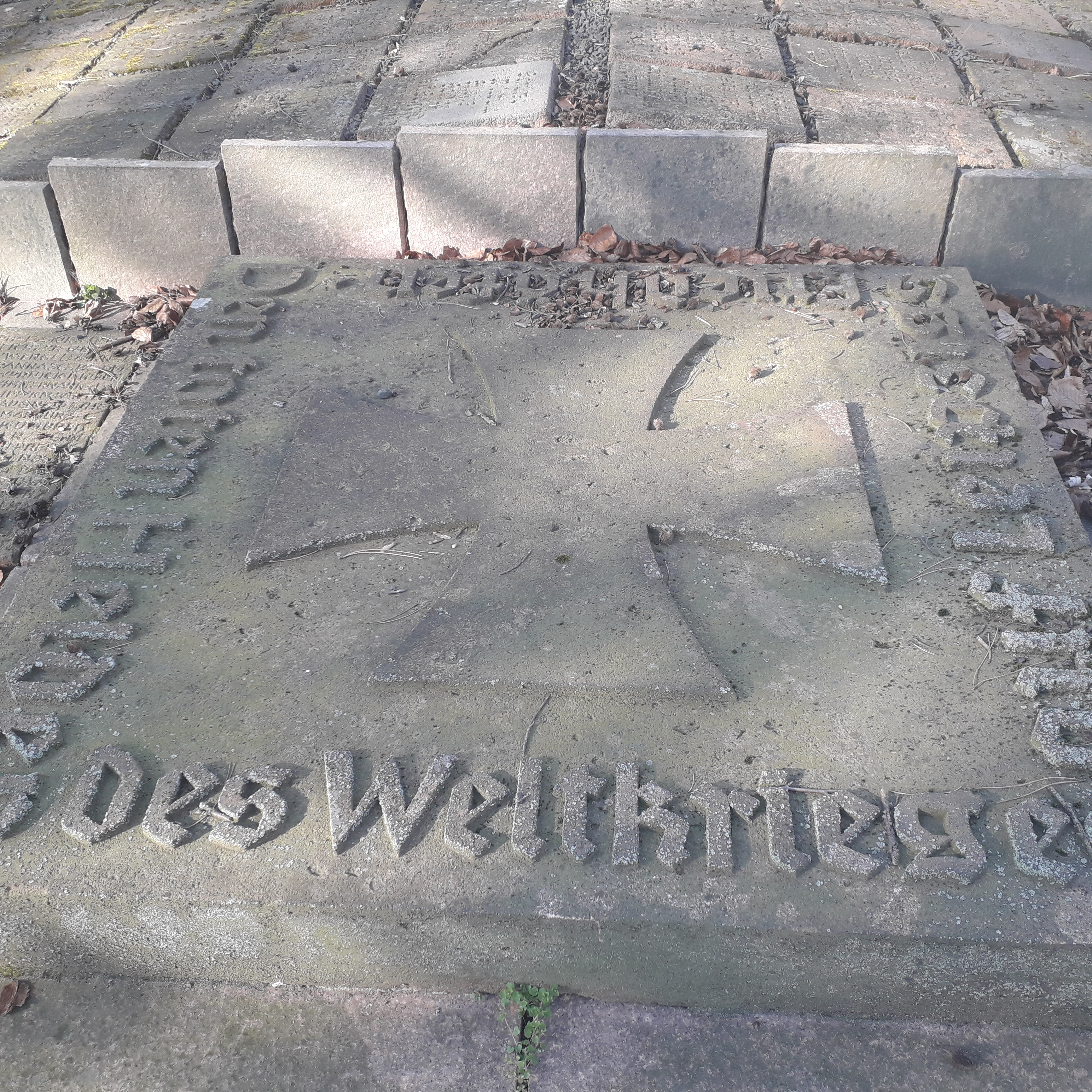
Inschrift: Den toten Helden des Weltkrieges […]
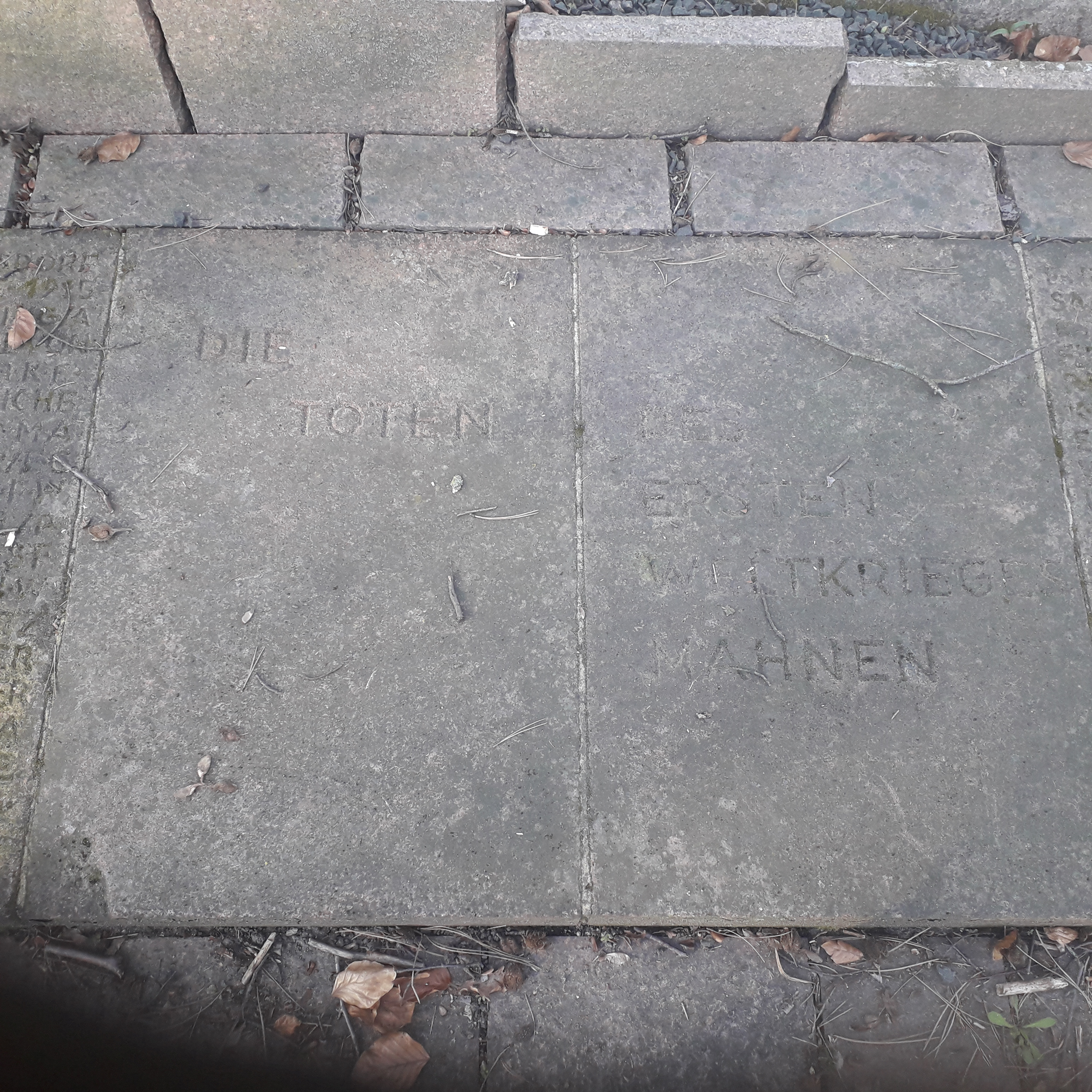
Inschrift: DIE TOTEN DES ERSTEN WELTKRIEGS MAHNEN
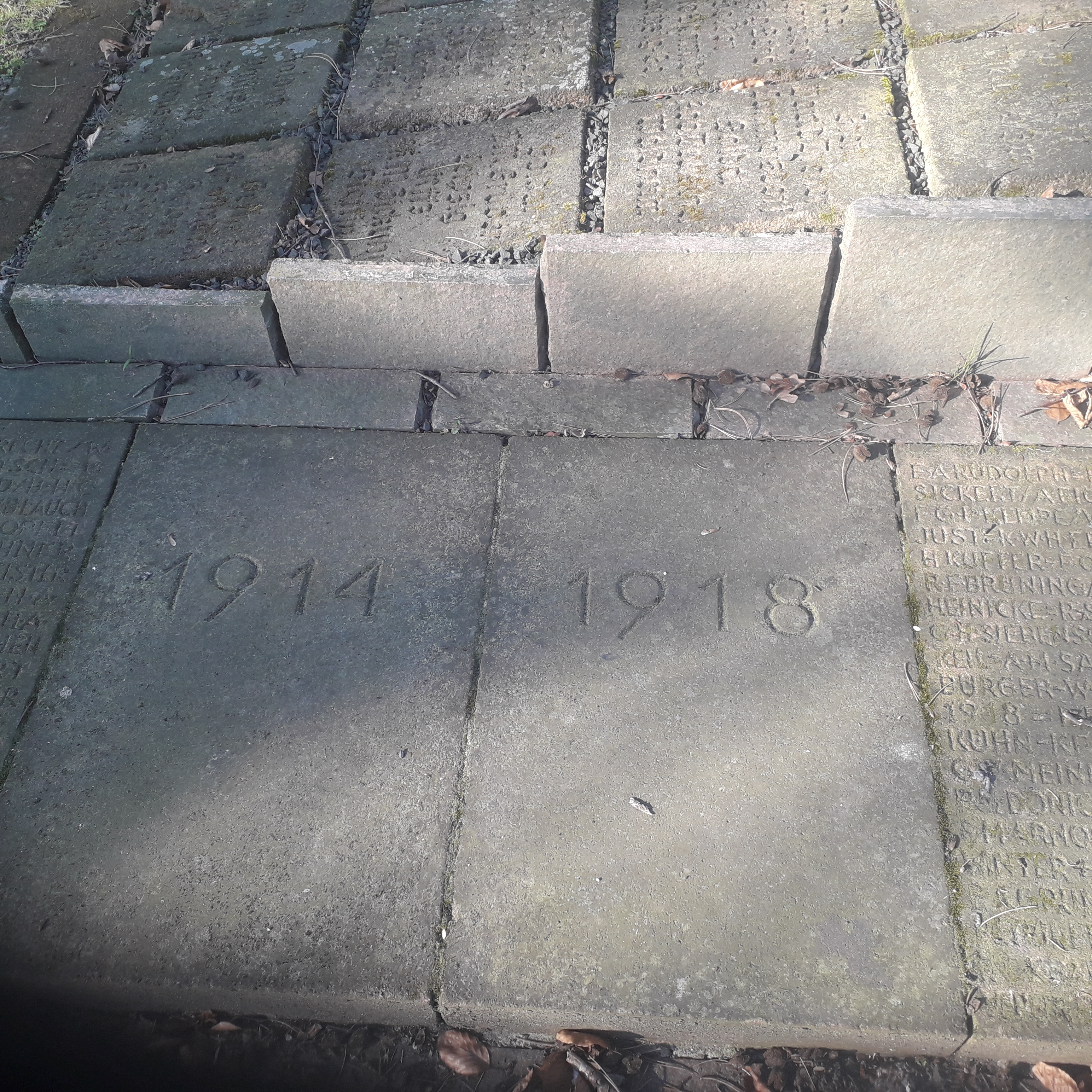
Stein mit den Jahreszahlen 1914 1918
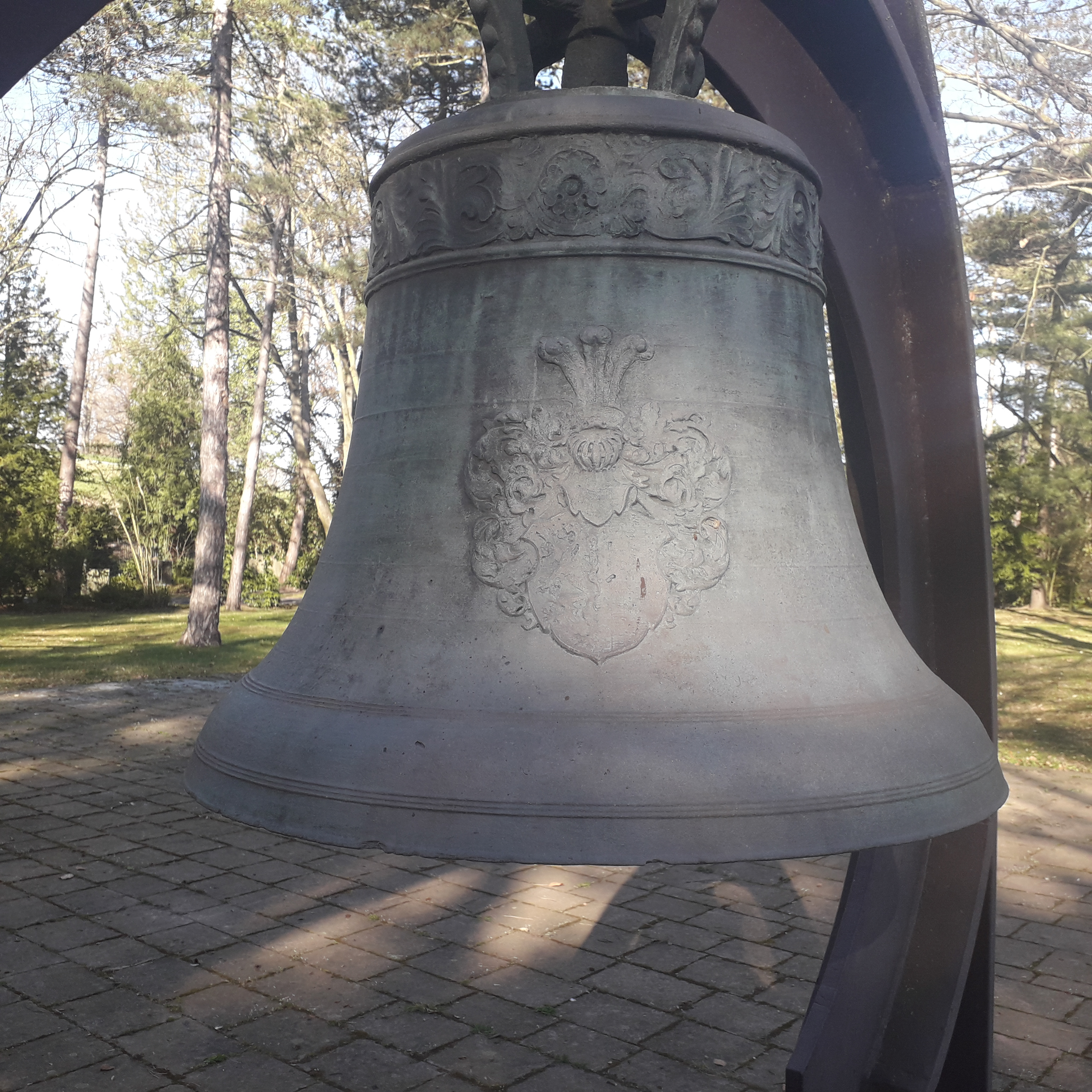
Glocke mit Leipziger Stadtwappen